# Perotrochus oishii
Perotrochus oishii (Shikama, 1973) é uma espécie de molusco gastrópode marinho da família Pleurotomariidae, nativa da região oeste do oceano Pacífico.

## Descrição
Perotrochus oishii possui concha em forma de turbante, com até 10 centímetros. Coloração creme com manchas em salmão, laranja e vermelho.

## Distribuição geográfica
São encontrados em águas profundas do oeste do oceano Pacífico (Japão e Mar da China Oriental).